# دوران‌دره
دوران‌دره یکی از روستاهای شهرستان بروجرد در استان لرستان است. که ساکنان این روستا از ایل بیرانوند طایفه سبزعلی میباشند.این روستا در دهستان همت‌آباد در بخش مرکزی این شهرستان قرار دارد و آب و هوای آن سرد و کوهستانی است. 

## جمعیت
بنابر سرشماری مرکز آمار ایران، جمعیت دوران دره در سال ۱۳۸۵، برابر با ۲۴ نفر بوده‌است که از این میان ۱۳ نفر مرد و بقیه زن بوده‌اند. این روستا تنها ۵ خانوار جمعیت دارد.